# Thamarassery
Thamarassery o Thamassery (malabar: താമരശ്ശേരി) es una localidad del estado indio de Kerala perteneciente al distrito de Kozhikode.
En 2011, la localidad tenía una población de 45 444 habitantes. Es sede de uno de los cuatro taluks del distrito.
La localidad pertenecía históricamente al reino de Kottayam. El panchayat de Thamarassery fue creado en 1936. El área es conocida por tener muchas horquillas en sus carreteras de montaña.
Se ubica unos 15 km al noreste de Calicut, sobre la carretera 766 que lleva a Sultan Bathery. La carretera 766 se cruza aquí con la carretera 34, que une Koyilandy con Areekode.